# Ljutomer
Ljutomer (em alemão:  Luttenberg in der Steiermark) é um município da Eslovênia. A sede do município fica na localidade de mesmo nome.
É uma pequena cidade próxima da fronteira croata, na região de Pomurje no nordeste da Eslovénia. A cidade tem uma população de cerca de 5 500, a área municipal de Ljutomer atinge as 18 000 pessoas.